# NGC 7331
NGC 7331 (hay còn được gọi là Caldwell 30) là tên của một thiên hà xoắn ốc không có thanh chắn nằm trong chòm sao Phi Mã. Khoảng cách của nó tới Trái Đất là 40 triệu năm ánh sáng. Vào năm 1784, nhà thiên văn học người Anh gốc Đức William Herschel đã phát hiện ra nó. Thiên hà này là thiên thể sáng nhất trong nhóm thiên hà NGC 7331. Các thiên hà khác trong nhóm này là thiên hà xoắn ốc không có thanh chắn hoặc thiên hà hình hạt đậu NGC 7335 và NGC 7336, thiên hà xoắn ốc có thanh chắn NGC 7337 và thiên hà elip NGC 7340. Những thiên hà này nằm cách Trái Đất xấp xỉ và lần lượt là 332, 365, 348 và 294 triệu năm ánh sáng. Trên hình ảnh hồng ngoại hay hình ảnh ánh sáng khả kiến của NGC 7331 thì nó hơi lệch tâm do một bên của đĩa thiên hà kéo ra dài hơn bên còn lại.
Thiên hà này có cấu trúc và kích thước xấp xỉ giống với Ngân Hà của chúng ta nên nó còn có biệt danh là "anh em song sinh của Ngân Hà". Tuy nhiên, những nghiên cứu của những năm 2000 lại cho rằng sự tương đồng này là vô lý khi Ngân Hà là thiên hà xoắn ốc có thanh chắn còn NGC 7331 thì không.
Bình thường trong các thiên hà xoắn ốc thì điểm phình của nó có chiều quay giống với đĩa thiên hà, nhưng của NGC 7331 thì lại quay theo chiều ngược lại.

## Siêu tân tinh
Một siêu tân tinh loại IIL tên là SN 1959D được quan sát là năm trong thiên hà này. Nó được phát hiện bởi nhà thiên văn học người Mĩ Milton Lasell Humason và H. S. Gates trong một lần quan sát ở đài thiên văn Palomar.
Hai siêu tân tinh gần đây nhất được nhìn thấy là SN 2013bu và SN 2014C, đây là một sự "biển đổi" rất bất thường là do từ một siêu tân tinh loại Ib nghèo hydro và sau một năm lại xuất hiện một siêu tân tinh loại IIn giàu hydro chỉ chưa đầy một năm.

## Dữ liệu hiện tại
Theo như quan sát, đây là thiên hà thuộc chòm sao Phi Mã và dưới đây là một số dữ liệu khác:
Xích kinh 22h 37m 04.1s
Độ nghiêng +34° 24′ 56″
Giá trị dịch chuyển đỏ 816 ± 1 km/s
Cấp sao biểu kiến 10.4
Kích thước biểu kiến 10′.5 × 3′.7
Loại thiên hà SA(s)b